# Moluscă
Moluștele (lat. Mollusca) sunt animale nevertebrate protostomiale. Denumirea de moluște provine din latinescul molluscus (mollis însemând moale) și reprezintă principala caracteristică a corpului acestor organisme. Printre reprezentanții moluștelor sunt scoicile, melcii, sepiile, caracatițele. Sunt Metazoare celomate protostomiene, cu simetrie bilaterală. În cursul evoluției, unele au devenit asimetrice (majoritatea melcilor).

## Morfologie externă

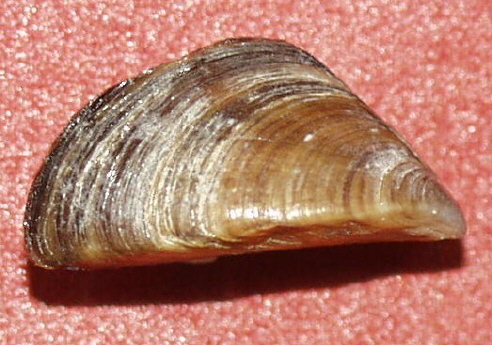
Scoică

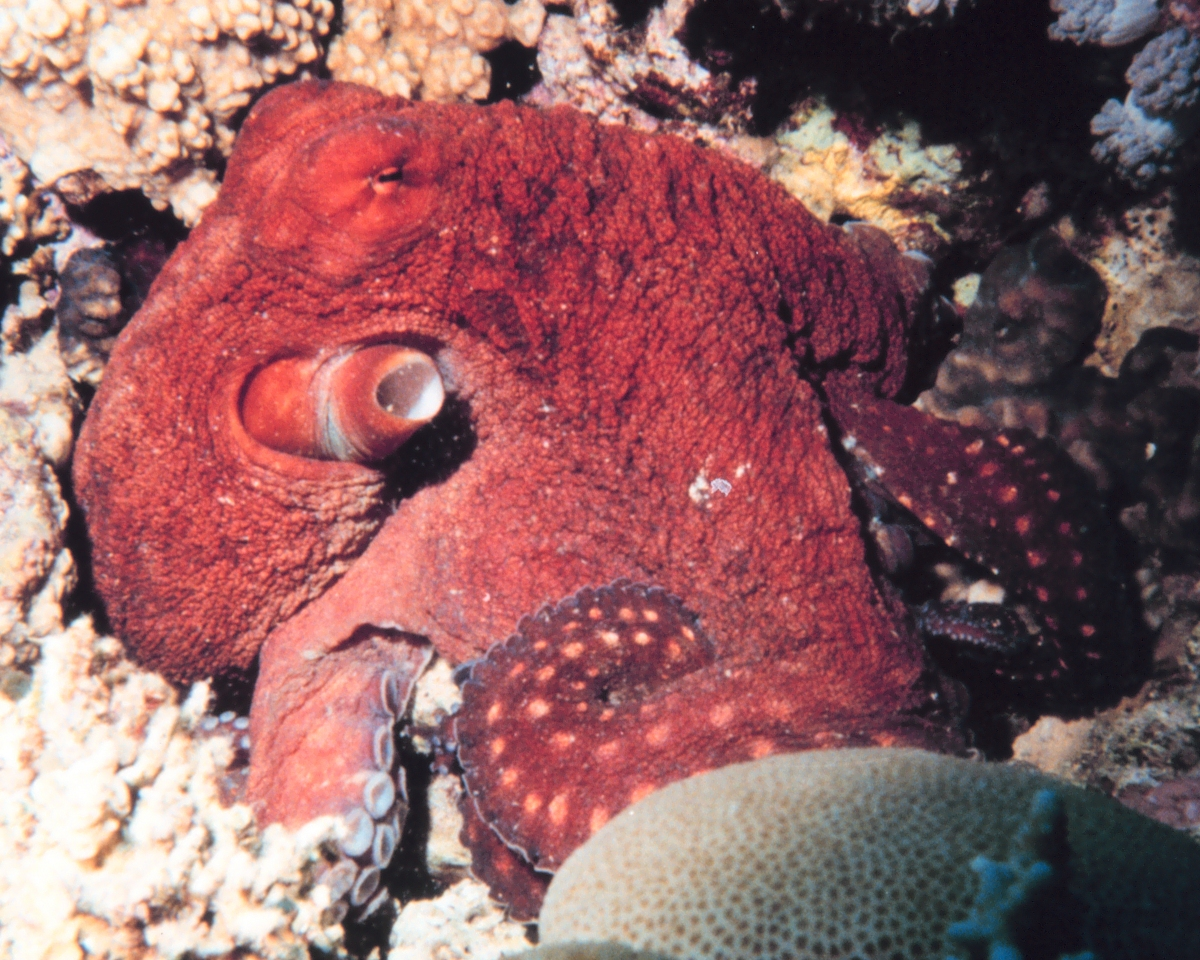
Caracatiță

Corpul moluștelor nu este segmentat, dar la majoritatea se disting trei regiuni: cap, picior și masă viscerală.
Capul este bine dezvoltat și distinct la gastropode și cefalopode, și redus la amfineurieni și scafopode. În cazul lamelibranhiatelor, capul a regresat până la dispariție. Melcii, limacșii, caracatița, sepia și nautilul au capul bine diferențiat, iar la scoici acesta este practic inexistent.
Piciorul este un organ muscular situat în partea ventrală a corpului. La cefalopode, picioarele sunt aranjate în regiunea capului.
Masa viscerală are forma unui sac, în care sunt localizate organele interne ce realizează funcții de relație, de nutriție și de reproducere.
În afară de cap, picior și de masa viscerală, majoritatea moluștelor mai au manta și cochilie. Mantaua și cochilia sunt organe caracteristice moluștelor. Aspectul mantalei este de membrană. Ea mai poartă și denumirea de pallium și este formată din unul sau două pliuri care provin din peretele corpului. Funcțiile mantalei sunt diferite. Astfel, ea protejează corpul (în special masa viscerală), secretă cochilia, iar la unele moluște servește ca organ respirator. Între manta și peretele corpului se găsește un spațiu numit cavitate paleală. Această cavitate mai poartă și denumirea de cavitatea mantalei. În cavitatea paleală sunt adăpostite branhiile și alte organe.
Cochilia (numită popular și scoică) este caracteristică moluștelor, asemenea cavității paleale. Ea este o formațiune dură, calcaroasă, cu rol principal de protecție a masei viscerale și a întregului animal. Mai are și rol de schelet extern, pe cochilie fiind fixat o parte din musculatura corpului. Forma cochiliei diferă de la un grup de moluște la altul. De asemenea, diferă și gradul ei de dezvoltare. Ea poate fi formată din una, două sau mai multe bucăți. La unele moluște, cochilia a regresat până la dispariție.

## Organizarea internă

### Funcții de relație
Sistemul nervos la moluște este de tip ganglionar și constă în ganglioni nervoși, concentrați în partea anterioară a corpului, și în cordoane nervoase, care pleacă de la ganglioni spre toate organele corpului. Organele de simt sunt bine dezvoltate la moluștile mobile în special la cele răpitoare și slab dezvoltate sau lipsesc la cele bentonice și la cele puțin mobile.

### Funcții de nutriție
- Sistemul digestiv
  - Osfradiul
- Sistemul respirator
- Sistemul circulator
- Sistemul excretor

### Funcții de reproducere
- Reproducerea la moluște se face prin ouă.

Gastropodele sunt organisme hermafrodite, cu fecundația încrucișată. Ele depun ouă sau nasc pui vii. Bivalvele și cefalopodele sunt organisme unisexuate.

## Clasificarea moluștelor
Clasificare elaborată după cursuri universitare tipărite (pe cât posibil cele mai recente) în România.
| Încrengătura | Clasă                      | Subclasă            | Ordin                           |
| 1            | 2                          | 3                   | 4                               |
| Mollusca     | Polyplacophora             | -                   | -                               |
| Mollusca     | Monoplacophora             | -                   | -                               |
| Mollusca     | Aplacophora                | -                   | -                               |
| Mollusca     | Gasteropoda                | Prosobranchiata     | Archaesgastropoda               |
| Mollusca     | Gasteropoda                | Prosobranchiata     | Mesogasteropoda Pectinibranchia |
| Mollusca     | Gasteropoda                | Prosobranchiata     | Neogasteropoda                  |
| Mollusca     | Gasteropoda                | Opisthobranchiata   | Tectibranchiata                 |
| Mollusca     | Gasteropoda                | Opisthobranchiata   | Nudibranchiata                  |
| Mollusca     | Gasteropoda                | Pulmonata           | Basommatophora                  |
| Mollusca     | Gasteropoda                | Pulmonata           | Stylommatophora                 |
| Mollusca     | Bivalvia (Lammelibranchia) | Protobranchiata     | -                               |
| Mollusca     | Bivalvia (Lammelibranchia) | Filibranchiata      | -                               |
| Mollusca     | Bivalvia (Lammelibranchia) | Eulamellibranchiata | -                               |
| Mollusca     | Scaphopoda                 | Septibranchiata     | -                               |
| Mollusca     | Cephalopoda                | Tetrabranchiata     | -                               |
| Mollusca     | Cephalopoda                | Dibranchiata        | Decapoda                        |
| Mollusca     | Cephalopoda                | Dibranchiata        | Octopoda                        |
| ------------ | -------------------------- | ------------------- | ------------------------------- |